# سنت آنجلو لودیجونو
سنت آنجلو لودیجونو (به ایتالیایی: Sant'Angelo Lodigiano) یک کومونه در ایتالیا است که در استان لودی، واقع در حدود ۳۰ کیلومتری (۱۹ مایل) جنوب شرق میلان و در حدود ۱۲ کیلومتری (۷ مایل) جنوب غربی لودی می‌باشد.

## خصوصیات
سنت آنجلو لودیجونو ۲۰٫۰ کیلومترمربع مساحت و ۱۲٬۶۸۴ نفر جمعیت دارد.